# Master en droit public
Le master en droit public est un diplôme de Master en droit français, obtenu après deux années d'études post licence.
Il est délivré par un établissement public d'enseignement supérieur comme une université au sein d'une Faculté de droit, deux ans après l’obtention du diplôme national de licence. C'est un diplôme professionnalisant pour des emplois de niveau cadre (professions intellectuelles).

## Sélection

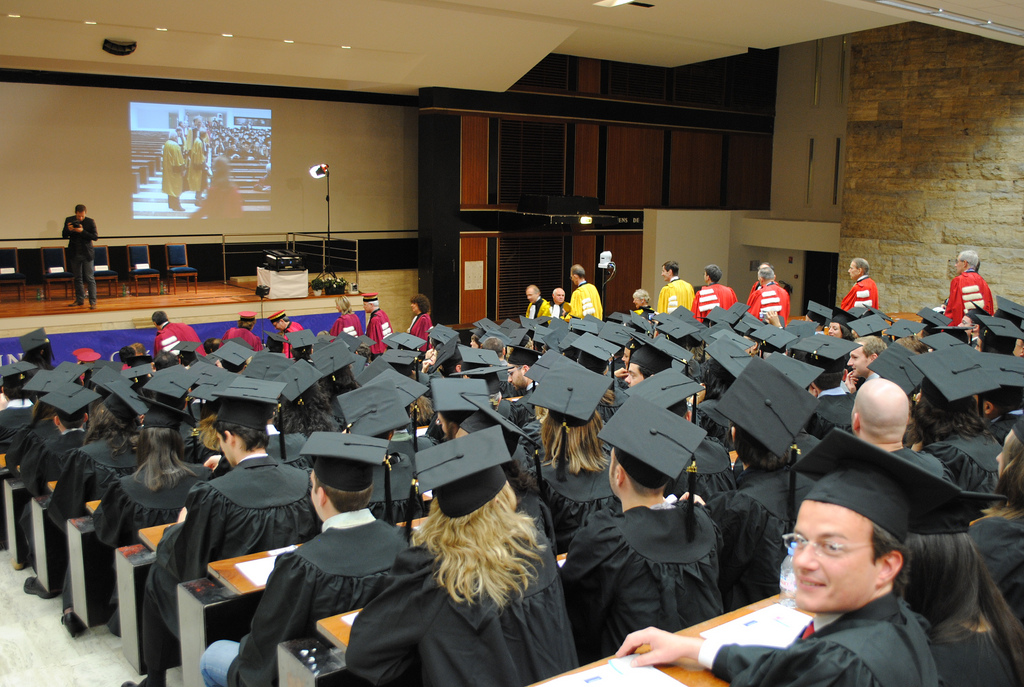
L'amphi 1 du Centre Assas lors de la cérémonie de remise des diplômes.

Le master est accessible après une sélection.
La sélection se fait en deux étapes. La première prend en compte le cursus académique de l'étudiant, elle se fait sur dossier par un examen approfondi des relevés de notes, du CV, et de la lettre de motivation.
Les candidats choisis ont un parcours universitaire de grande qualité, se manifestant notamment par l'obtention de mentions. Une attention particulière sera portée aux matières essentielles au droit public, droit public de l'économie et en droit des affaires (droit des sociétés, droit fiscal, droit bancaire, procédure collective, comptabilité, droit social...). Le CV est également un élément déterminant dans le choix des élèves, sont appréciés les stages en entreprise ou cabinet d'avocats, les années d'études à l'étranger ou encore les activités associatives. La deuxième étape intervient si le dossier a été présélectionné. C'est alors la personnalité du candidat qui est prise en compte lors d'un entretien oral devant le jury d'admission.
La question de la sélection des étudiants au diplôme national de master (en première ou deuxième année) a fait l’objet d'âpres débats. Le Conseil d’État avait jugé illégale la sélection en février 2016,. Un décret publié en mai 2016 avait dressé une liste - limitative - des 40 % de masters autorisés à sélectionner en 2e année, mais il n'avait pas empêché de nouveaux recours en justice. En décembre 2016, une loi instaure alors finalement la sélection à l'entrée de la première année, dès 2017,.
L'ensemble des masters français est visible sur la plateforme du Ministère, monmaster.gouv.fr. Pour accéder au diplôme national de master, les étudiants doivent posséder le diplôme national conférant le grade de licence dans un domaine compatible avec celui du diplôme national de master, ou le cas échéant passer une procédure de validation des acquis. Le diplôme de master est accessible aux étudiants après un dépôt de candidature (CV, lettre de motivation, relevés de notes, lettres de recommandation, expériences professionnelles et stages...), suivi, éventuellement après entretiens et épreuves complémentaires, d'un avis favorable de la commission chargée du master en question : l'accès est donc sélectif à l'entrée de la 1re année de master. Il n'y a plus de sélection à l'entrée de la 2e année (sauf pour les candidats extérieurs), seuls les étudiants n'ayant pas satisfait aux exigences de 1re année n'accèdent pas en 2e année.
Toutefois, les titulaires d'une licence obtenue récemment et qui ne seraient acceptés dans aucun master peuvent solliciter le rectorat dans des conditions très strictes pour tenter d'obtenir une proposition d'inscription alternative. Cela a concerné 3 300 étudiants à la rentrée 2017, dont 735 ont pu trouver une place. Le code de l'éducation fixe une liste générale des compatibilités des mentions du diplôme national de licence avec les mentions du diplôme national de master. Les recteurs d'académies et les universités s'appuient sur cette liste pour donner une admission aux étudiants souhaitant poursuivre leurs études.

## Objectifs et pédagogie

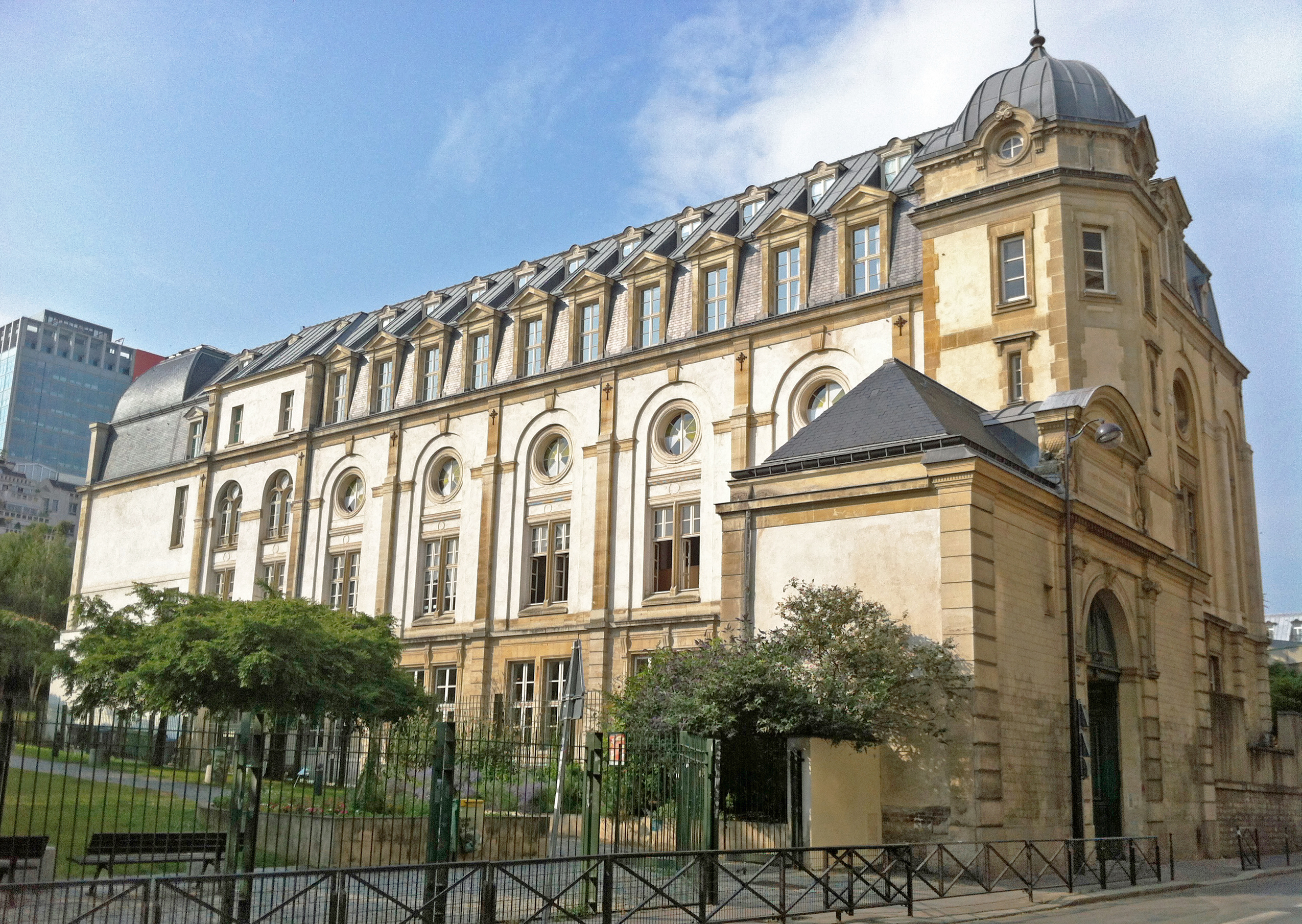
L'implantation au 391, rue de Vaugirard. L'ancien collège de l'Immaculée-Conception où le jeune Charles de Gaulle a été élève sert aujourd'hui de centre universitaire aux étudiants de première année.

Le master donne aux étudiants un haut niveau de connaissances en droit public qui leur permet de se livrer à une étude critique de ses finalités, de sa signification et de ses évolutions. Il accorde également une place cruciale au droit comparé ainsi qu'au droit international et européen, afin d'aborder une réflexion construite sur les systèmes de droit public interne et à l’exercice de toute profession juridique et judiciaire nécessitant des connaissances de droit public.
Par son contenu et ses méthodes le master prépare d’une part au concours d’agrégation de droit public, au doctorat et aux carrières de l’enseignement supérieur et de la recherche, à l’université et ailleurs comme au CNRS. Il prépare aussi aux concours administratifs et aux professions nécessitant une formation approfondie en droit public comme les cadres supérieurs de la fonction publique de l’État, des collectivités territoriales, des grands établissements publics, des organisations européennes et internationales, des entreprises publiques et privées, magistrature et barreau. Les candidats au master doivent démontrer leur aptitude à une approche approfondie du droit public ouverte sur les enjeux de la discipline dans ses dimensions internes, comparées et internationales.
Il s'agit d'une formation juridique spécialisée en droit public et axée sur une vision pratique, appliquée et professionnalisante du droit. En effet, outre des enseignements complémentaires dispensés par des universitaires, la formation comprend "des études de cas, des mises en situation pratique et des traitements de dossiers proposés par des professionnels du droit public" (avocats, agents publics, magistrats). Les étudiants sont amenés à rédiger une note d'actualité jurisprudentielle en droit public, recensant les nouvelles jurisprudences parues au cours de l'année. Le Magistère organise également un procès fictif ainsi qu'une conférence d'actualité. L'évaluation s'appuie sur un grand oral organisé en fin d'année universitaire.

## Préparation aux concours
La préparation aux concours administratifs est depuis la fin du XIXe siècle l'une des fonctions de l'établissement, qui fournit une part importante, voire la quasi-totalité des admis de certains concours administratifs ; ainsi la plus grande part des admis du concours externe de l'ENA en sont chaque année issus.
Le master propose une année complémentaire de préparation aux concours administratifs, dite « Prépa concours » ou « Prep'ÉNA ». Elle consiste essentiellement en une préparation aux principaux concours administratifs français de catégorie A : École nationale d'administration (ENA), Institut national des études territoriales (INET), instituts régionaux d'administration (IRA), École nationale de la magistrature (ENM), École nationale supérieure de la police (ENSP) École des hautes études en santé publique (EHESP), École nationale supérieure de sécurité sociale (EN3S), ministère des Affaires étrangères (conseiller cadre d'Orient, secrétaire cadre général, secrétaire cadre d'Orient), Banque de France (adjoint de direction), tribunaux administratifs (conseiller de deuxième classe), Parlement (Administrateur et administrateur-adjoint de l'Assemblée nationale et du Sénat).

## Les spécialisations
- Master de droit public parcours droit constitutionnel et droits fondamentaux
- Master de droit public parcours droits international, européens et comparé
- Master de droit public parcours droit public, droit des contentieux publics
- Master de droit public parcours affaires publiques : concours de la haute fonction publique
- Master de droit public parcours carrières publiques
- Master de droit public parcours acteurs publics
- Master de droit public parcours droit public fondamental
- Master de droit public parcours contrats publics
- Master de droit public parcours contrats, construction, propriétés publiques
- Master de droit public parcours droit public des affaires
- Master de droit public parcours droit de la construction, de l'aménagement & de l'urbanisme
- Master de droit public parcours droit de l'environnement et de l'urbanisme

## Après le Master
Le Master aboutit à un diplôme de conseil juridique permettant de travailler en entreprise ou en cabinet. Certains étudiants décident également de poursuivre leurs études dans des universités étrangères (telles qu'Harvard, Columbia, ou encore London Business School, King's College, Queen Mary, Oxford,, Cambridge...) ou dans les grandes écoles françaises (HEC, ESSEC, Sciences Po...). Un rapport de 2009 constate qu'une grande majorité (68 % des étudiants) se dirige vers le concours du barreau et la profession d'avocats, tandis que 27 % s'orientent vers des métiers de juristes.
- Avocat
- Juriste des collectivités publiques ou d'entreprises
- Concours administratifs de l'ENA
- Concours administratifs des IRA
- Cadre de la haute fonction publique française
- Cadre de la haute fonction publique de l'Union européenne
- Cadre des organisations internationales
- Inspecteur des Finances Publiques
- Magistrat administratif et financier[23]